# John Rando
John Rando (...) è un regista teatrale statunitense.

## Biografia
John Rando è cresciuto a Houston e ha studiato all'Università del Texas e poi regia all'UCLA. Dopo la laurea nel 1988 cominciò a lavorare come assistente alla regia all'Old Globe Theatre di San Diego. Da allora ha diretto spesso opere teatrali e musical a Broadway e nell'Off-Broadway. Nel 1994 ha co-diretto Vetri rotti a Broadway, mentre nel 2001 ha ottenuto il successo con la regia del musical Urinetown a Broadway, vincendo il Tony Award. Nel 2002 ha diretto la prima statunitense di Tanz der Vampire a Broadway, ma il musical si rivelò un flop. Nel 2013 ha diretto un revival di Rosencrantz e Guildenstern sono morti dell'Off-Broadway, mentre nel 2014 ha curato la regia di On the Town a Broadway, ricevendo una seconda candidatura al Tony Award alla miglior regia di un musical.